# Phyllodes cerasifera
Phyllodes cerasifera là một loài bướm đêm trong họ Noctuidae.